# Kristine Lilly
Kristine Marie Lilly Heavey, nascuda Kristine Heavey i coneguda com a Kristine Lilly, (Nova York, Estats Units 1971) és una jugadora de futbol nord-americana, ja retirada, guanyadora de tres medalles olímpiques.

## Biografia
Va néixer el 22 de juliol de 1971 a la ciutat de Nova York, població situada a l'estat del mateix nom.

## Carrera esportiva
Va participar, als 24 anys, en els Jocs Olímpics d'Estiu de 1996 realitzats a Atlanta (Estats Units), on va aconseguir guanyar la medalla d'or en la prova de futbol, sent aquesta la primera vegada que la competició femenina de futbol formava part del programa oficial dels Jocs. Posteriorment participà en els Jocs Olímpics d'Estiu de 2000 realitzats a Sydney (Austràlia), on va aconseguir guanyar la medalla de plata en perdre la final davant l'equip noruec, i en els Jocs Olímpics d'Estiu de 2004 realitzats a Atenes (Grècia), on va tornar a guanyar la medalla d'or al derrotar la selecció brasilera.
Al llarg de la seva carrera ha guanyat cinc medalles en la Copa del Món Femenina de Futbol guanyant les edicions de 1991 i de 1999.